# Аснянка
Аснянка — река в России, протекает по территории Пустошкинского района Псковской области. Впадает в озеро Березно, которое в свою очередь безымянными протоками через озёра Лосно, Дубно, Кривое сообщается с рекой Великой. Длина реки составляет 11 км.
У истока реки (на берегу озера Осно) стоит деревня Печурки Щукинской волости, а у устья (на берегу озера Березно) стоит деревня Березно той же волости.

## Данные водного реестра
По данным государственного водного реестра России относится к Балтийскому бассейновому округу, водохозяйственный участок реки — Великая. Относится к речному бассейну реки Нарва (российская часть бассейна).
Код объекта в государственном водном реестре — 01030000112102000027697.